# Xaniona galacta
Xaniona galacta är en insektsart som beskrevs av Zhang och Huang 2005. Xaniona galacta ingår i släktet Xaniona och familjen dvärgstritar. Inga underarter finns listade i Catalogue of Life.